# Aganippe simpsoni
Aganippe simpsoni är en spindelart som beskrevs av Hickman 1944. Aganippe simpsoni ingår i släktet Aganippe och familjen Idiopidae.
Artens utbredningsområde är Sydaustralien. Inga underarter finns listade i Catalogue of Life.